# Центрифугирование
Центрифугирование — разделение неоднородных систем (например, жидкость — твердые частицы) на фракции по плотности при помощи центробежных сил. Центрифугирование осуществляется в аппаратах, называемых центрифугами. Центрифугирование применяется для отделения осадка от раствора, для отделения загрязненных жидкостей, производится также центрифугирование эмульсий (например, сепарирование молока). Центрифугирование бетона применяется для увеличения его прочности. Для исследования высокомолекулярных веществ, биологических систем применяют ультрацентрифуги. Центрифугирование используют в химической, атомной, пищевой, нефтяной промышленностях.

## Атомная промышленность
В атомной промышленности центрифугирование используется для обогащения урана.